# Béatrice Bofia
Béatrice Bofia Balana (Bafia, 9 novembre 1984) è un'ex cestista camerunese.

## Carriera
Con il Camerun ha disputato due edizioni dei Campionati africani (2003, 2015).

## Curiosità
Lei e la sorella Suzy detengono dal 2006 il Guinnes come le gemelle più alte.